# Leonard Garcia
Leonard Garcia, född 14 juli 1979 i Plainview, är en amerikansk före detta MMA-utövare som 2007 och 2010–2013 tävlade i organisationen Ultimate Fighting Championship.